# Jazz Club de Belgique
Jazz Club de Belgique (Jazzclub van België) was een vereniging die eind 1932 werd opgericht door uitgever en jazzpromotor Félix-Robert Faecq, samen met Robert Goffin en andere vrienden.

## Doel
Deze vereniging was een combinatie van een fanclub, een promotiekanaal voor de jazz in België, en een jazzvakbond die het jazzbeleid van de overheid aan de kaak stelde. Faecqs programma was ambitieus: hij wilde onder meer de ‘jazzwereld’ ontvangen, concerten geven, jonge muzikanten op weg helpen en toernooien organiseren. Tussen 1932 en 1941 werden er jaarlijks provinciale, nationale en internationale jazzwedstrijden georganiseerd. 

## Musique Magazine
Het tijdschrift van de organisatie was het jazztijdschrift Music (1924-1939), het eerste jaar Musique Magazine geheten, dat Faecq in oktober 1924 had opgericht. Het was door de druk die via artikels in Music op het N.I.R., de nationale radio-omroep, werd uitgeoefend dat in januari 1936 de oprichting van het N.I.R. Jazzorkest onder leiding van Stan Brenders een feit werd. Deze bigband zou een grote rol spelen in de popularisering van de jazz in België.